# Deutsches Haus (Znojmo)

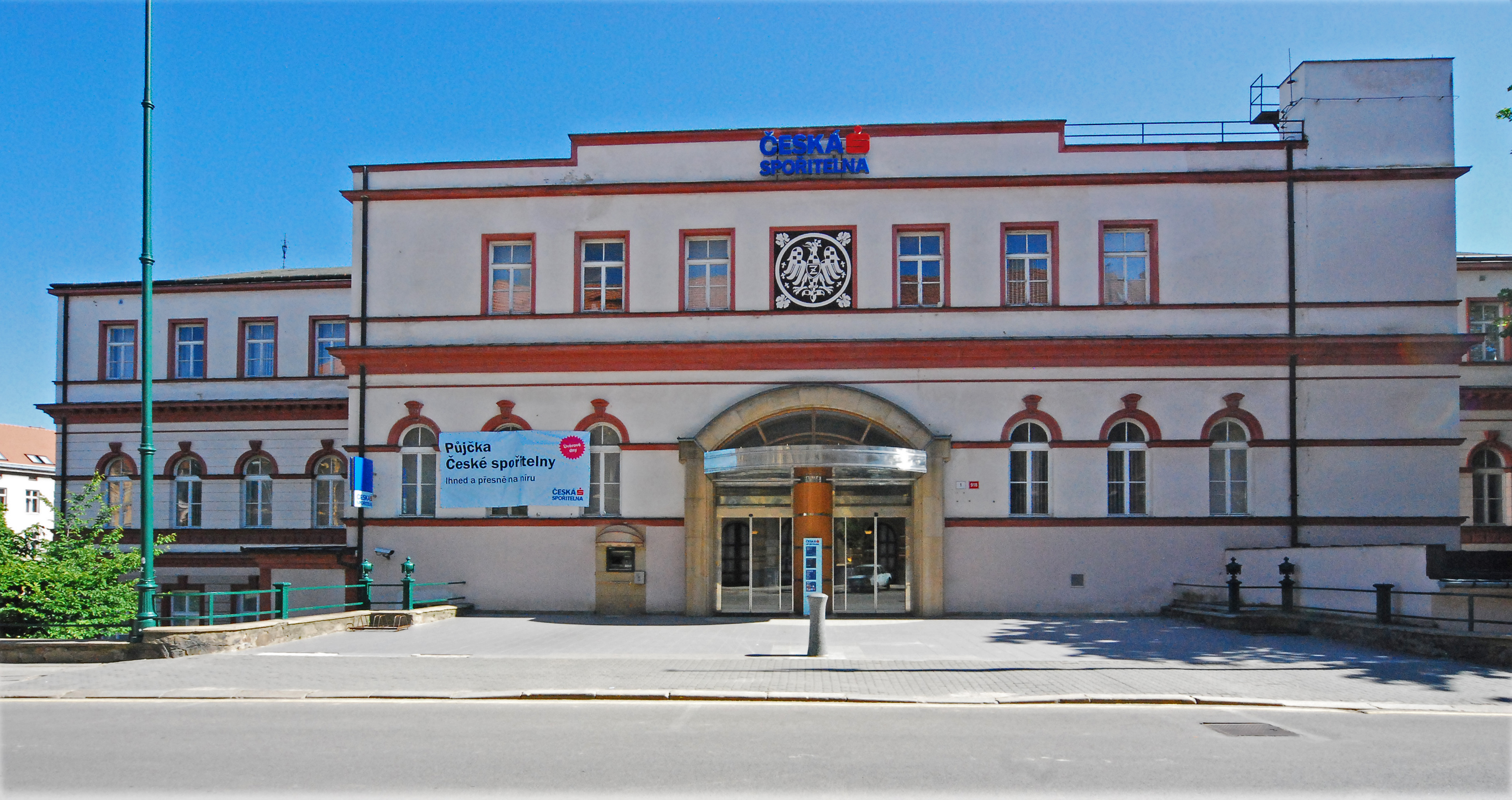
Ehemaliges Deutsches Haus

Das Deutsche Haus war ein im Besitz des gleichnamigen Vereins stehendes Gebäude in der Stadt Znojmo (Znaim) in Tschechien.

## Geschichte
1870 wurde in Znaim der Deutsche Bürgerverein gegründet. Hauptaufgabe dieses Vereins war die Pflege von Geselligkeit und Freundschaft, er sollte aber auch ein Ort des Widerstands gegen die fortschreitende Deutschfeindlichkeit sein. Zu den Gründungen des Vereins, der sein erstes Vereinslokal in der Znaimer Brauerei einrichtete, gehörten eine Bibliothek, der Anpflanzungs- und Verschönerungsverein und ein Museum.
Die Errichtung eines eigenen Vereinshauses wurde 1881 beschlossen. Der aus Spenden finanzierte Bau in der Brantstraße 1 (später Brantova tř., heute Pontassievská beim Mariánské náměstí - Marienplatz) wurde durch den in Znaim ansässigen Baumeister Josef Schweighofer durchgeführt und 1882 fertiggestellt.
Die am 22. Dezember 1913 erfolgte Umbenennung des Vereins auf Deutsches Haus hatte den Sinn, dem Verein eine breitere personelle Basis zu ermöglichen und gleichzeitig das Deutsche Haus als Vereinshaus zu einem Gemeingut aller im Raum Znaim lebenden deutschstämmigen Personen zu machen.
Während des Ersten Weltkriegs wurde das Deutsche Haus zeitweilig als Kaserne genutzt.
Nach einer 1930 erfolgten Vergrößerung und Modernisierung verfügte das Deutsche Haus über einen großen und vier kleinere Säle. Außerdem waren hier ein Hotel und ein Gasthaus mit Gastgarten, Tanzboden und gedeckter Kegelbahn untergebracht. Vereinsmitgliedern standen zusätzlich eine Bibliothek mit rund 8000 Büchern und ein Lesesaal mit zahlreichen Zeitungen und Zeitschriften sowie ein Spielzimmer zur Verfügung.
Das beim Mariánské náměstí gelegene Bauwerk, das später als Hotel Znaim bekannt wurde, steht heute im Eigentum der Česká spořitelna und wird als architektonisch nicht gelungen bezeichnet, was eine zufriedenstellende Gestaltung des verkehrsreichen Platzes erschwert.